# Formazione degli Yes
La seguente è la formazione della band Yes nel corso degli anni.

## Cronistoria
La band britannica progressive rock Yes è stata fondata dal 1968, ed è stata sciolta dal 1981 al 1983, e dal 2004 al 2009.
Il batterista Alan White e il bassista Chris Squire sono stati i due membri più longevi della band: White ha militato negli Yes dal 1972 al 2022 e Squire dal 1968 al 2015. Il membro di lungo corso presente nella formazione attuale è il chitarrista Steve Howe.

## Formazione

### Formazione attuale
- Jon Davison – voce (2012-presente)
- Geoff Downes – tastiere (1980-1981, 2011-presente)
- Billy Sherwood – basso, cori (fino al 2000: chitarre e tastiere) (1997-2000, 2015-presente)
- Steve Howe – chitarre elettriche e acustiche, cori (1970-1981, 1992-1993, 1996-2004, 2009-presente)
- Jay Schellen - batteria, percussioni (2023-presente) (musicista dal vivo: 2016-2017, 2018-2023)

### Ex componenti
- Jon Anderson – voce, cori, percussioni, chitarra, arpa (1968-1980, 1982-1987, 1992-2004)
- Chris Squire – basso, seconde voci (1968-2015)
- Tony Kaye – tastiere (1968-1972, 1982-1983, 1985-1995)
- Peter Banks – chitarra elettrica, cori (1968-1970)
- Bill Bruford – batteria, percussioni (1968-1972, 1991-1992)
- Tony O'Reilly – batteria, percussioni (1968)
- Rick Wakeman – tastiere, organo Hammond, pianoforte, mellotron (1971-1974, 1976-1980, 1990-1992, 1996-1997, 2002-2004)
- Alan White – batteria, percussioni, cori (1973-1981, 1982-2004, 2009-2022)
- Patrick Moraz – tastiere (1974-1975)
- Trevor Horn – voce (1980-1981)
- Trevor Rabin – voce, chitarra elettrica, cori, tastiere (1982-1995)
- Eddie Jobson - tastiere (1983)
- Igor Khoroshev – tastiere (1998-2000)
- Benoît David – voce (2009-2011)
- Oliver Wakeman – tastiere (2009-2011)

### Musicisti dal vivo
- Ian Wallace - batteria (1968)
- Casey Young – tastiere (1984–1985)
- Tom Brislin - tastiere (2000-2003)
- Dylan Howe - batteria (2017)

## Formazioni
| Anni          | Membri |
| ------------- | --- |
| 1968          | - Jon Anderson – voce - Peter Banks – chitarra - Tony Kaye – tastiera - Chris Squire – basso - Bill Bruford – batteria                                                                                  |
| 1968          | - Jon Anderson – voce - Peter Banks – chitarra - Tony Kaye – tastiera - Chris Squire – basso - Tony O'Reilly – batteria                                                                                 |
| 1968–1970     | - Jon Anderson – voce - Peter Banks – chitarra - Tony Kaye – tastiera - Chris Squire – basso - Bill Bruford – batteria                                                                                  |
| 1970–1971     | - Jon Anderson – voce - Steve Howe – chitarra - Tony Kaye – tastiera - Chris Squire – basso - Bill Bruford – batteria                                                                                   |
| 1971–1972     | - Jon Anderson – voce - Steve Howe – chitarra - Rick Wakeman – tastiera - Chris Squire – basso - Bill Bruford – batteria                                                                                |
| 1972–1974     | - Jon Anderson – voce - Steve Howe – chitarra - Rick Wakeman – tastiera - Chris Squire – basso - Alan White – batteria                                                                                  |
| 1974–1976     | - Jon Anderson – voce - Steve Howe – chitarra - Patrick Moraz – tastiera - Chris Squire – basso, voce - Alan White – batteria                                                                           |
| 1976–1980     | - Jon Anderson – voce - Steve Howe – chitarra - Rick Wakeman – tastiera - Chris Squire – basso, voce - Alan White – batteria                                                                            |
| 1980–1981     | - Trevor Horn – voce - Steve Howe – chitarra - Geoff Downes – tastiera - Chris Squire – basso, voce - Alan White – batteria                                                                             |
| 1983          | - Jon Anderson – voce - Trevor Rabin – chitarra - Eddie Jobson – chitarra - Chris Squire – basso - Alan White – batteria                                                                                |
| 1983–1988     | - Jon Anderson – voce - Trevor Rabin – chitarra - Tony Kaye – tastiera - Chris Squire – basso, voce - Alan White – batterista                                                                           |
| 1988–1990     | - Trevor Rabin – voce, chitarra - Tony Kaye – tastiera - Chris Squire – basso - Alan White – batteria                                                                                                   |
| 1990–1992     | - Jon Anderson – voce - Steve Howe – chitarra - Trevor Rabin – chitarra - Tony Kaye – tastiera - Rick Wakeman – tastiera - Chris Squire – basso, voce - Bill Bruford – batteria - Alan White – batteria |
| 1992–1995     | - Jon Anderson – voce - Trevor Rabin – chitarra - Tony Kaye – tastiera - Chris Squire – basso, voce - Alan White – batteria                                                                             |
| 1995–1997     | - Jon Anderson – voce - Steve Howe – chitarra - Rick Wakeman – tastiera - Chris Squire – basso, voce - Alan White – batteria                                                                            |
| 1997-1998     | - Jon Anderson – voce - Steve Howe – chitarra - Billy Sherwood – tastiera, chitarra - Chris Squire – basso, voce - Alan White – batteria                                                                |
| 1998–2000     | - Jon Anderson – voce - Steve Howe – chitarra - Billy Sherwood – chitarra - Igor Khoroshev – tastiera - Chris Squire – basso, voce - Alan White – batteria                                              |
| 2000–2002     | - Jon Anderson – voce - Steve Howe – chitarra - Chris Squire – basso - Alan White – batteria |
| 2002–2004     | - Jon Anderson – voce - Steve Howe – chitarra - Rick Wakeman – tastiera - Chris Squire – basso - Alan White – batteria                                                                                  |
| 2009–2011     | - Benoît David – voce - Steve Howe – chitarra - Oliver Wakeman – tastiera - Chris Squire – basso, voce - Alan White – batteria                                                                          |
| 2011–2012     | - Benoît David – voce - Steve Howe – chitarra - Geoff Downes – tastiera - Chris Squire – basso, voce - Alan White – batteria                                                                            |
| 2012–2015     | - Jon Davison – voce - Steve Howe – chitarra - Geoff Downes – tastiera - Chris Squire – basso - Alan White – batteria                                                                                   |
| 2015–2022     | - Jon Davison – voce - Steve Howe – chitarra, voce - Geoff Downes – tastiera - Billy Sherwood – basso - Alan White – batteria                                                                           |
| 2022-2023     | - Jon Davison – voce - Steve Howe – chitarra, voce - Geoff Downes – tastiera - Billy Sherwood – basso                                                                                                   |
| 2023–presente | - Jon Davison – voce - Steve Howe – chitarra, voce - Geoff Downes – tastiera - Billy Sherwood – basso - Jay Schellen – batteria                                                                         |